# Хохнойкирхен-Гшайдт
Хохнойкирхен-Гшайдт (нем. Hochneukirchen-Gschaidt) — ярмарочная коммуна (нем. Marktgemeinde) в Австрии, в федеральной земле Нижняя Австрия.
Входит в состав округа Винер-Нойштадт. Население составляет 1728 человек (на 31 декабря 2005 года). Занимает площадь 35,13 км². Официальный код — 3 23 09.

## Политическая ситуация
Бургомистр коммуны — Фридрих Байгльбёк (АНП) по результатам выборов 2005 года.
Совет представителей коммуны (нем. Gemeinderat) состоит из 19 мест.
- АНП занимает 15 мест.
- СДПА занимает 3 места.
- АПС занимает 1 место.